# Trema do metal

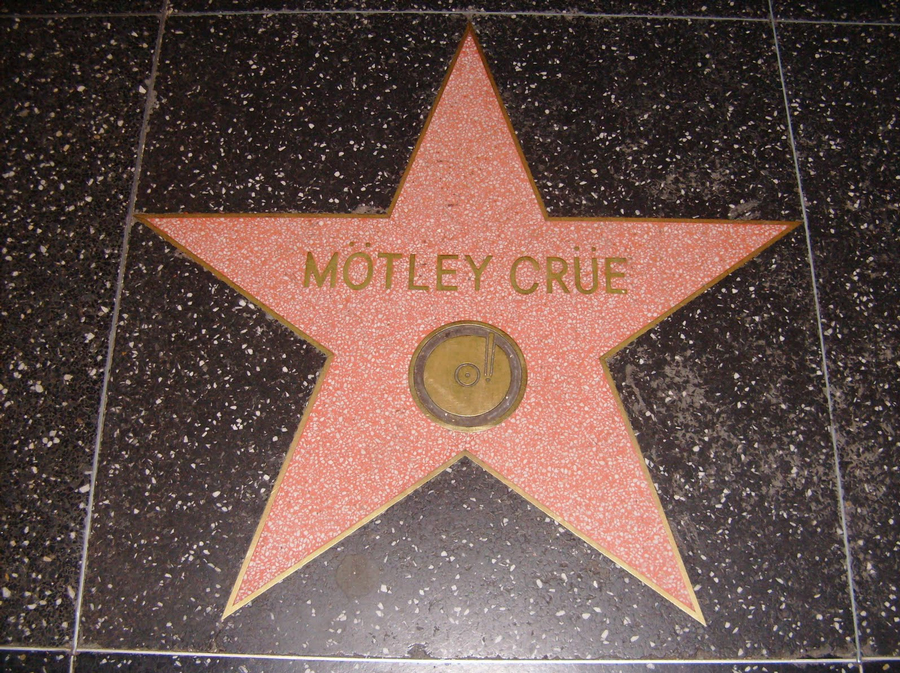
A estrela da banda Mötley Crüe na Calçada da Fama de Hollywood, que mostra os dois tremas do metal usados no nome da banda

Um trema do metal é um diacrítico às vezes usado gratuita ou decorativamente sobre as letras dos nomes das bandas de hard rock ou heavy metal, tais como Queensrÿche, Blue Öyster Cult, Motörhead, The Accüsed e Mötley Crüe.
Entre os falantes da língua inglesa, o uso do trema (também denominado umlaut, nome do processo da língua alemã para a alteração fonética nas vogais com o diacrítico) e outros tipos de acentos com o uso da escrita gótica é uma forma de dar uma aparência estrangeira aos logos das bandas, dando-lhes uma aparência teutônica, atribuindo-se-lhes qualidades estereotípicas, tais como a força, a coragem e a ousadia comumente atribuídas aos antigos povos do Norte da Europa, tais como os viquingues e os Godos. Seu uso também foi atribuído a um desejo pela sensação de um "horror gótico". Entretanto, o uso do trema do metal não costuma ter a intenção de alterar a pronúncia do nome.
Esses tremas decorativos foram objeto de paródias em filmes e na ficção; no filme e pseudodocumentário This Is Spinal Tap, o roqueiro ficcional David St. Hubbins, interpretado por Michael McKean diz: "É como um par de olhos. Você olha os pontos e eles olham para você."
A palavra alemã Umlaut é traduzida aproximadamente como som alterado ou mudança de som, composto de um-, "mudado", e Laut, "som". No uso padrão (fora do heavy metal) a versão umlaut de uma vogal é pronunciada diferentemente da vogal normal; as letras u e ü têm sons distintos, assim como o e ö ou a e ä. Os sons representados pelas letras com o trema sobre elas são geralmente vogais frontais "arredondadas" (nos casos de ü e ö). Ironicamente, esses sons tendem a ser percebidos como "mais fracos" ou "mais leves" que as vogais representadas sem o trema: u, o e a, e assim em línguas como a alemã que a usam normalmente, o trema não evoca força ou algo sombrio que o seu uso como "grafia sensacional" na língua inglesa faz supor. Desta forma, o efeito de parecença estrangeira dos tremas do metal depende da origem do ouvinte. Os falantes dessas línguas podem entender o efeito; todavia, percebem-no de forma diferente da percebida pelos falantes de idiomas nas quais os tremas não são usados ou são raros. Quando a banda Mötley Crüe foi à Alemanha, o cantor Vince Neil disse que os integrantes não conseguiam imaginar porque as multidões cantavam, Mutley Cruh! Mutley Cruh!"

## História
A banda de krautrock alemã Amon Düül II lançou seu primeiro álbum em 1969 (sob o nome Amon Düül II), no qual Düül vinha de uma palavra mitologicamente fictícia, 'dyyl', criada por outra banda canadense em seu álbum chamado  Tanjet. A terceira parte do épico de rock progressivo "Starship Trooper" da banda Yes foi intitulada "Würm" (on The Yes Album, released 1971).
O primeiro uso gratuito do trema do metal ocorreu por volta de 1970, com a banda Blue Öyster Cult. A página da banda informa que o diacrítico foi acrescentado pelo guitarrista e tecladista Allen Lanier, mas o crítico de rock Richard Meltzer diz que ele próprio o sugerira ao produtor e gerente do grupo Sandy Pearlman após Pearlman vir com o nome: "Eu disse, 'que tal um trema sobre o O?' De qualquer forma, isso dava uma aparência wagneriana."
Outro uso aparente do trema do metal em 1970 foi feito pelo Black Sabbath, que lançou um single de 7" de "Paranoid" (tendo "Rat Salad" como Lado B), intitulado "Paranoïd" com a diérese sobre o "i" (como o correto em francês, exceto que em francês o "d" é seguido por um "e").
No seu segundo álbum, In Search of Space, de 1971, Hawkwind escreveu na contracapa: "TECHNICIÄNS ÖF SPÅCE SHIP EÅRTH THIS IS YÖÜR CÄPTÅIN SPEÄKING YÖÜR ØÅPTÅIN IS DEA̋D". Para adicionar sensação à grafia, a letra dinamarquesa, norueguesa e feroesa Ø e a letra dinamarquesa/norueguesa/sueca Å são adicionadas. O diacrítico no último " A̋ " é o umlaut húngaro ou acento agudo duplo ( ˝ )— que, como o próprio nome diz, consiste de dois acentos agudos no lugar de um - entretanto, a língua húngara não usa o acento duplo ( ˝ ) nem o umlaut alemão ("Ä") sobre a letra "A", mas apenas sobre "Ő" e "Ű").
Motörhead seguiu a tendência em 1975. A ideia veio de Lemmy, cantor principal e baixista do grupo, além de ex-membro do Hawkwind, que disse: "Eu só coloquei [o trema] para parecer malvado." Entretanto, a pronúncia alemã de Motör, palavra inexistente em alemão, seria similar à sua equivalente francesa, moteur. "Motor", a grafia correta em alemão é pronunciada similarmente a "motor" em inglês. Lemmy também disse a Würzel para adicionar um umlaut ao nome pelas mesma razão. A banda Hüsker Dü estreou em janeiro de 1979 e embora estivessem baseados no punk e não no Heavy metal. O nome "Hüsker Dü" é derivado do jogo de tabuleiro "Hūsker Dū?", que significa "Você se lembra?" (as barras sobre os "u" são mácrons, não umlauts), ainda que esses diacríticos não sejam usados em dinamarquês. O Mötley Crüe foi formado em 1980; de acordo com Vince Neil na edição de Behind the Music feita pela banda, a inspiração veio de uma garrafa de Löwenbräu. Subsequentemente eles decidiram nome à gravadora deles "Leathür Records". Em uma apresentação da banda na Alemanha, a audiência começou a entoar [ˈmœtli ˈkʁyːə], com uma pronúncia similar na Hungria.
Queensrÿche, que recebeu esse nome em 1981, foi além ao colocar o trema sobre o Y em seu nome (ÿ corresponde ao dígrafo ij língua holandesa). O vocalista do Queensrÿche, Geoff Tate, declarou: "O umlaut sobre o 'y' tem nos assombrado há anos. Nós passamos onze anos tentando explicar como pronunciá-lo." Diferentemente dos outros exemplos, a grafia Queensrÿche foi escolhida para suavizar a imagem da banda, pois foi temido que a grafia original, Queensreich, fosse mal-entendida como portadora de conotações neonazistas.
A banda de paródia Spın̈al Tap levou adiante os limites em 1984 ao usar o trema sobre a letra "n"; isto é, sobre uma consoante, ainda que tal construção exista por exemplo, na língua jacalteca da Guatemala e em algumas ortografias da língua malgaxe, falada em Madagascar.

## Uso em outros contextos
O filme Blazing Saddles, de 1974, incluiu "Lili Von Shtupp" (de acordo com os créditos), uma cantora de sotaque alemão, no estilo de Marlene Dietrich, interpretada por Madeline Kahn. O nome da personagem é anunciado num pôster fora da sala de apresentações como "Lili von Shtüpp" e os personagens do filme pronunciam-no sem qualquer mudança na vogal. O nome em si faz alusão à língua iídiche, usado ao longo de todo o filme, em vez do alemão. Em iídiche, shtup, um cognato do verbo em inglês "to stuff" (socar, enfiar), é um vulgarismo usado para se referir ao ato sexual.
Em meados da década de 1980 o cartunista Berkeley Breathed parodiou o trema do metal na tira Bloom County com o grupo ficcional Deathtöngue. Breathed eventualmente mudou o nome da banda para Billy and the Boingers, sem diacríticos, após pressões  - na história - subsequentes a discussões no Congresso sobre pornografia no rock.
Em 1997, o jornal paródico The Onion publicou um artigo intitulado "Ünited Stätes Toughens Image With Umlauts" (algo como "Ös Ëstadös Ünidös fortalecem sua imagem com Tremas), sobre uma tentativa do poder legislativo de adicionar tremas ao nome dos Estados Unidos da América para fazê-los um país "machão e assustador quase de uma forma heavy metal".
Em O Diário de um Banana, o irmão de Greg Heffley, Rodrick, comanda uma banda de heavy metal band, denominada Löded Dïper.
O jornalista e autor Steve Almond criou o termo "circuito spandex e umlaut" em 2002 para descrever a cena das turnês de heavy metal. O crítico de Chuck Klosterman deu a seu livro de 2001 o título Fargo Rock City, A Heavy Metal Odyssey in Rural Nörth Daköta (em português: "Fargo, a cidade do rock: uma odisseia heavy metal na Dakota do Norte rural".
Os jogos de Guitar Hero contêm o personagem "Lars Ümlaüt". No livro de 2006 To Air Is Human, o autor Dan Crane (do New York Times) descreve a competição no "2003 Air Guitar World Championships" sob o nome Björn Türoque (um trocadilho com "Born to rock"). Em outubro de 2007, um alumnus da LucasArts, Tim Schafer, anunciou seu novo projeto, o jogo de aventura heavy metal Brütal Legend, lançado em 2009. No início daquele ano, a série reunindo comédia e espada-e-magia, Kröd Mändoon and the Flaming Sword of Fire, foi lançada no canal Comedy Central.

## Bandas ou nomes de álbuns

#### Países anglófonos
- The Accüsed – banda americana.
- Assück – banda americana de grindcore.
- Barbariön - banda australiana metal.
- Beowülf – banda de thrash metal da Califórnia.
- Blue Öyster Cult – banda americana  de Hard rock.
- Bütch Walker
- The Crüxshadows – banda americana de alternative rock.
- Dälek – banda americana de hip-hop.
- Death In June – banda britânica de dark folk que usava umlauts e "ee" acentuados em seu nome e títulos dos lançamentos originais de seus álbuns The Wörld Thät Sümmer (1985) e Thé Wäll Öf Säcrificé (1989) e grafando seu nome como "Deäth In Jüne" e Déäth In Jüné, respectivamente.
- Deströyer 666 – banda de Thrash metal/Black metal.
- Dethklok – banda ficcional de metal do cartoon Metalocalypse, às vezes grafada "Dëthkløk" no logo.
- Green Jellÿ – banda de comedy metal, originalmente chamada (e ainda pronunciada como) Green Jellö.
- G̈r̈oẗus̈ – banda experimental, o design de seu logo tem umlauts também sobre consoantes.
- Hüsker Dü – banda americana de punk rock.
- Infernäl Mäjesty – banda canadense de thrash metal.
- Jason Derülo – cantor pop americano.
- Kïll Cheerleadër – banda canadense de punk metal.
- King Creosote – banda americana que às vezes usava um trema com três pontos em parte de seu trabalho de arte, sobre o "i".
- Lääz Rockit – banda americana de thrash (a pronúncia alemã seria semelhante à frase inglesa "Let's rock it").
- Läther – álbum de Frank Zappa, usava o trema em seu título.
- Leftöver Crack – banda americana anarcopunk.
- Maxïmo Park – banda britânica de indie rock.
- Möngöl Hörde – banda britânica de hardcore punk/noise rock.
- Mötley Crüe – banda de Glam metal.
- Motörhead – banda de Heavy metal.
- Moxy Früvous – banda canadense de sátira política.
- Night on Bröcken – álbum de estreia da banda americana de metal progressivo Fates Warning.
- Queensrÿche – banda de metal progressivo americana.
- Rrröööaaarrr e Dimension Hatröss – álbuns da banda canadense de thrash metal Voivod. Também usaram o diacrítico em suas canções "Korgüll the Exterminator" e "Chaosmöngers", que aparecem nos álbuns Rrröööaaarrr e Dimension Hatröss respectivamente.
- Rusted Root – banda americana que usa um trema de três pontos sobre o "e" em seu logo, como visto nas capas dos álbuns.
- Spın̈al Tap – banda britânica semificcional, com um "i" sem pingo (usado na língua turca) e um trema de metal sobre o "n".
- Toilet Böys – banda americana de laser punk de Nova York.
- Überzone – músico - electronica.
- Ünloco – banda de alternative metal/hard rock.
- "Yoü and I" – faixa da artista americana Lady Gaga.
- Znöwhite – banda americana de thrash.

#### Outros países
- Crashdïet – banda de glam metal sueca.
- Die Ärzte – banda de punk alemã, têm usado três pontos sobre o "Ä" desde o álbum de 2003, Geräusch. A versão com o trema regular, de dois pontos sobre o "a", Die Ärzte, significa simplesmente "os médicos" em alemão.
- Flëur – banda ucraniana de ethereal wave.
- Girugämesh – banda de rock japonesa que frequentemente usa um trema sobre o a.
- Наӥв – banda de punk russa, com dois pontos sobre a letra и em seu logo (como o trema sobre o "i" na palavra francesa naïve).
- Infernal – banda de música eletrônica dinamarquesa, estilizada como Infërnal em seu álbum Waiting for Daylight.
- Insidiöus Törment – banda de heavy metal que usa tremas de forma gratuita mas os pronuncia.
- Közi – roqueiro japonês.
- Lörihen – banda de heavy metal argentina.
- Mägo de Oz – banda de folk metal espanhola.
- Moottörin Jyrinä – banda de heavy metal finlandesa: o trema em Moottörin é gratuito, mas o trema de Jyrinä não.
- Motör Militia – banda bareinita de thrash metal.
- Mütiilation – banda francesa de black metal.
- Rinôçérôse – banda de electronica francesa.

## Videogames
- Brütal Legend –  um jogo de ação e aventura.
- Dynamite Düx
- Lars Ümlaüt – um personagem na série Guitar Hero.